# Bob la Jocurile Olimpice de iarnă din 2022 - Simplu (feminin)
Proba de bob simplu feminin de la Jocurile Olimpice de iarnă din 2022 de la Beijing, China a avut loc în perioada 13-14 februarie 2022.

## Program
Orele sunt orele Chinei (ora României + 6 ore).
| Data         | Ora   | Runda                                     |
| ------------ | ----- | ----------------------------------------- |
| 13 februarie | 09:30 | Simplu feminin Runda 1 și runda a 2-a     |
| 14 februarie | 09:30 | Simplu feminin Runda a 3-a și runda a 4-a |

## Rezultate
| Loc | Nr. de concurs | Sportivă                   | Țară                       | Manșa 1 | Loc | Manșa 2 | Loc | Manșa 3 | Loc | Manșa 4 | Loc | Total   | Diferență |
| --- | -------------- | -------------------------- | -------------------------- | ------- | --- | ------- | --- | ------- | --- | ------- | --- | ------- | --------- |
| 1   | 5              | Kaillie Humphries          | Statele Unite ale Americii | 1:04,44 | 1   | 1:04,66 | 1   | 1:04,87 | 1   | 1:05,30 | 3   | 4:19,27 | —         |
| 2   | 4              | Elana Meyers Taylor        | Statele Unite ale Americii | 1:05,12 | 3   | 1:05,30 | 3   | 1:05,28 | 3   | 1:05,11 | 1   | 4:20,81 | +1,54     |
| 3   | 7              | Christine de Bruin         | Canada                     | 1:05,12 | 3   | 1:05,02 | 2   | 1:05,38 | 4   | 1:05,51 | 5   | 4:21,03 | +1,76     |
| 4   | 9              | Laura Nolte                | Germania                   | 1:04,74 | 2   | 1:05,58 | 7   | 1:05,70 | 6   | 1:05,31 | 4   | 4:21,33 | +2,06     |
| 5   | 8              | Bree Walker                | Australia                  | 1:05,55 | 10  | 1:05,54 | 6   | 1:05,16 | 2   | 1:05,21 | 2   | 4:21,46 | +2,19     |
| 6   | 2              | Huai Mingming              | China                      | 1:05,18 | 6   | 1:05,72 | 9   | 1:05,71 | 7   | 1:05,97 | 8   | 4:22,58 | +3,31     |
| 7   | 12             | Melanie Hasler             | Elveția                    | 1:05,18 | 6   | 1:05,86 | 11  | 1:06,21 | 13  | 1:05,56 | 6   | 4:22,81 | +3,54     |
| 8   | 6              | Cynthia Appiah             | Canada                     | 1:05,75 | 12  | 1:05,53 | 5   | 1:05,78 | 8   | 1:05,98 | 9   | 4:23,04 | +3,77     |
| 9   | 13             | Ying Qing                  | China                      | 1:05,16 | 5   | 1:05,99 | 12  | 1:05,82 | 9   | 1:06,44 | 14  | 4:23,41 | +4,14     |
| 10  | 10             | Nadezhda Sergeeva          | COR                        | 1:05,45 | 9   | 1:06,00 | 13  | 1:05,83 | 10  | 1:06,31 | 11  | 4:23,59 | +4,32     |
| 11  | 17             | Margot Boch                | Franța                     | 1:05,77 | 14  | 1:05,51 | 4   | 1:06,01 | 12  | 1:06,53 | 16  | 4:23,82 | +4,55     |
| 12  | 14             | Andreea Grecu              | România                    | 1:05,56 | 11  | 1:05,71 | 8   | 1:06,46 | 15  | 1:06,26 | 10  | 4:23,99 | +4,72     |
| 13  | 11             | Mariama Jamanka            | Germania                   | 1:05,85 | 15  | 1:06,94 | 17  | 1:05,47 | 5   | 1:05,74 | 7   | 4:24,00 | +4,73     |
| 14  | 16             | Katrin Beierl              | Austria                    | 1:05,39 | 8   | 1:06,00 | 13  | 1:06,57 | 16  | 1:06,56 | 17  | 4:24,52 | +5,25     |
| 15  | 20             | Giada Andreutti            | Italia                     | 1:06,07 | 17  | 1:05,77 | 10  | 1:06,57 | 16  | 1:06,38 | 12  | 4:24,79 | +5,52     |
| 16  | 15             | Karlien Sleper             | Olanda                     | 1:05,88 | 16  | 1:06,59 | 16  | 1:05,85 | 11  | 1:06,65 | 18  | 4:24,97 | +5,70     |
| 17  | 18             | Viktória Čerňanská         | Slovacia                   | 1:05,75 | 12  | 1:06,41 | 15  | 1:06,62 | 18  | 1:06,47 | 15  | 4:25,25 | +5,98     |
| 18  | 1              | Kim Yoo-ran                | Coreea de Sud              | 1:06,68 | 20  | 1:07,02 | 18  | 1:06,41 | 14  | 1:06,41 | 13  | 4:26,52 | +7,25     |
| 19  | 19             | Jazmine Fenlator-Victorian | Jamaica                    | 1:06,63 | 19  | 1:07,38 | 19  | 1:06,92 | 19  | 1:07,63 | 20  | 4:28,56 | +9,29     |
| 20  | 3              | Lidiia Hunko               | Ucraina                    | 1:06,34 | 18  | 1:07,84 | 20  | 1:07,47 | 20  | 1:07,45 | 19  | 4:29,10 | +9,83     |